# Trolleybus du tunnel de Kanden
Le trolleybus du tunnel de Kanden était une ligne de trolleybus souterraine, circulant entre Ōmachi, dans la préfecture de Nagano et Tateyama dans la préfecture de Toyama au Japon. Elle fait partie de la route alpine Tateyama Kurobe. La ligne a été convertie pour y faire circuler des bus électriques.

## Historique
La ligne de trolleybus fonctionné du 1er août 1964 au 30 novembre 2018. Les bus électriques de remplacement sont entrés en service le 15 avril 2019.

## Réseau actuel

### Aperçu général
La ligne circule dans un tunnel de 6,1 km. La route est à voie unique avec une zone de croisement au milieu. La station du barrage de Kurobe, le terminus ouest, se trouve à une altitude de 1 455 m, et la station d'Ōgisawa, le terminus est, se trouve à une altitude de 1 433 m. Le trajet prend environ 16 minutes.

### Matériel roulant
Neuf trolleybus circulaient sur cette ligne. Il s'agit de véhicules construits en 1993–1994 par Osaka Sharyo Kogyo sur un châssis de Mitsubishi Fuso,.